# Григорис Варфис
Григорис Варфис (на гръцки: Γρηγόρης Βάρφης) е гръцки политик .

## Биография
Варфис е роден на 2 януари 1927 г. в Атина, Гърция.
През втората половина на 1983 г. Варфис е председател на Съвета на Европейския съюз.
По-късно е член на Европейския парламент (ЕП) от 24 юли 1984 г. до 5 януари 1985 г., където представлява интересите на Общогръцкото социалистическо движение (ПАСОК). След това, до 1989 г. той е еврокомисар по връзките с Европейския парламент за регионалните политики (1985 г.) и за защита на потребителите (1986 до 1989 г.) в първата Комисия на Жак Делор. 
Умира на 10 септември 2017 г. на 90-годишна възраст.